# Allen Neuharth
Allen Harold "Al" Neuharth (Eureka, 22 de março de 1924 – Cocoa Beach, 19 de abril de 2013) foi homem de negócios americano, escritor e colunista, nascido em Eureka, South Dakota. Foi o fundador do USA Today, The Freedom Forum e Newseum.

## Livros
- BusCapade: Plain Talk Across the USA. Washington, D.C.: USA Today Books, 1987, ISBN 0944347002
- Profiles of Power: How the Governors Run Our 50 States, coautor Kenneth A. Paulson and Phil Pruitt. Washington, D.C.: USA Today Books, 1988, ISBN 0944347142
- Truly One Nation, com Ken Paulson e Dan Greaney. New York: USA Today Books: Doubleday, 1988, ISBN 0385261802
- Window on the World: Faces, Places, and Plain Talk from 32 Countries. Washington, D.C.: USA Today Books, 1988, ISBN 0944347169
- Nearly One World, com Jack Kelley e Juan J. Walte. New York: USA Today Books/Doubleday, 1989, ISBN 0385263872
- Confessions of an S.O.B.. New York: Doubleday, 1989, ISBN 038524942X
- Free Spirit: How You Can Get the Most out of Life at Any Age...and How It Might Make You a Millionaire. Arlington, Va.: Newseum Books, 2000, ISBN 0965509184